# Цюнлай (місто)
Цюнлай (кит. спр. 邛崃市, піньїнь: Qiónglái Shì) — місто-повіт у центральнокитайській провінції Сичуань, складова міста Ченду.

## Географія
Цюнлай у середньому лежить на висоті близько 505 метрів над рівнем моря на сході однойменного гірського пасма.

### Клімат
Місто знаходиться у зоні, котра характеризується вологим субтропічним кліматом. Найтепліший місяць — липень із середньою температурою 26 °C (78.8 °F). Найхолодніший місяць — січень, із середньою температурою 6.6 °С (43.9 °F).
| Клімат Цюнлая           | Клімат Цюнлая | Клімат Цюнлая | Клімат Цюнлая | Клімат Цюнлая | Клімат Цюнлая | Клімат Цюнлая | Клімат Цюнлая | Клімат Цюнлая | Клімат Цюнлая | Клімат Цюнлая | Клімат Цюнлая | Клімат Цюнлая | Клімат Цюнлая |
| Показник                | Січ.          | Лют.          | Бер.          | Квіт.         | Трав.         | Черв.         | Лип.          | Серп.         | Вер.          | Жовт.         | Лист.         | Груд.         | Рік           |
| Середня температура, °C | 6,6           | 8,2           | 12,7          | 17,6          | 21,8          | 24,1          | 26            | 25,9          | 21,8          | 17,7          | 12,7          | 8             | 16,9          |
| Норма опадів, мм        | 15.3          | 22.4          | 41.1          | 74.1          | 117.1         | 153.7         | 305.3         | 343.3         | 183.6         | 82.3          | 40.9          | 14.2          | 1393.3        |
| Днів з опадами          | 7,2           | 7,5           | 9,8           | 12,9          | 15,6          | 17,2          | 17,3          | 15,9          | 17,3          | 15,9          | 9             | 6,5           | 152,1         |
| Вологість повітря, %    | 72            | 69.5          | 66.9          | 67.1          | 68            | 75            | 78.8          | 77.3          | 79.1          | 78.6          | 76.4          | 75.8          | 73.7          |
| ----------------------- | ------------- | ------------- | ------------- | ------------- | ------------- | ------------- | ------------- | ------------- | ------------- | ------------- | ------------- | ------------- | ------------- |
| Джерело: Weatherbase    |               |               |               |               |               |               |               |               |               |               |               |               |               |